# Onthophagus hilaridis
Onthophagus hilaridis är en skalbaggsart som beskrevs av Yves Cambefort 1984. Onthophagus hilaridis ingår i släktet Onthophagus och familjen bladhorningar. Inga underarter finns listade i Catalogue of Life.